# Архангельська АТЕЦ
Арха́нгельська атомна теплоелектроцентраль (рос. Архангельская АЭС/АТЭЦ) — планована атомна електростанція в Росії. Вона повинна була розташовуватися поблизу міста Архангельськ Архангельської області. Водночас електростанція мала забезпечити теплом сусідні міста. Проєкт електростанції скасували наприкінці 1980-х років. Проте ще в 1990-х роках і пізніше, на початку 21 століття, місце розглядалося для будівництва нової атомної електростанції.

## Історія та технічна інформація
Вперше про електростанцію заговорили на початку 1980-х років. Причина будівництва атомної електростанції з відбором тепла полягає в тому, що захід Радянського Союзу перебував у гіршому становищі, ніж Урал і східні регіони щодо забезпечення традиційним паливом. Щоб зберегти це паливо, запропоновано виробляти тепло та електроенергію за допомогою атомних електростанцій, для роботи яких потрібен уран.

### АСТ-500
Спочатку планувалося встановити два реактори АСТ-500, які служать лише для постачання тепла, а не електроенергії. Електростанція повинна була забезпечити теплом місто Архангельськ та інші прилеглі населені пункти. Вона мала замінити багато застарілих котлів. У 1980-х роках у Воронежі будували такі ж реактори.

### Скасування проєкту
Однак проєкт електростанції так і не просунувся вперед, оскільки в квітні 1986 року сталася катастрофа на Чорнобильській АЕС і ставлення до атомної енергетики в Радянському Союзі та за його межами дуже швидко змінилося. Крім того, теплоцентраль була занадто близько до великого міста. Водночас наприкінці 1980-х років країна переживала серйозні економічні проблеми. З цієї причини проєкт Архангельської обласної АЕС скасували ще до розпаду СРСР, а також аналогічні проєкти, такі як Мінська АЕС і Свердловська АЕС, скасовані наприкінці 1980-х років.

### ВВЕР-640
Пізніше в 1990-х роках, після згортання проєкту реактора АСТ-500, постало питання про будівництво до чотирьох реакторів ВВЕР-640, які базуються на ВВЕР-1000 серій 320 і ВВЕР-440, але були б більш економічними в експлуатації. Відмінність від попереднього проєкту полягала в тому, що реактори ВВЕР-640, на відміну від АСТ-500, мали виробляти електроенергію, оскільки передбачалося мати турбогенератор. Проєкт ніколи не був офіційно скасований, але він більше не фігурує в жодному з офіційних планів Росатома щодо будівництва майбутньої АЕС, тому його можна вважати скасованим.

## Інформація про реактори

#### Проєкт з реакторами АСТ-500 (виробництво тепла)
| Реактор        | Тип реактора | Продуктивність            | Продуктивність            | Початок будівництва                    | Підключення до мережі                  | Введення в експлуатацію                | Закриття |
| Реактор        | Тип реактора | Нетто                     | Брутто                    | Початок будівництва                    | Підключення до мережі                  | Введення в експлуатацію                | Закриття |
| -------------- | ------------ | ------------------------- | ------------------------- | -------------------------------------- | -------------------------------------- | -------------------------------------- | -------- |
| Архангельськ-1 | АСТ-500      | Виробництво тепла 500 МВт | Виробництво тепла 500 МВт | План будівництва скасовано в 1990 році | План будівництва скасовано в 1990 році | План будівництва скасовано в 1990 році |          |
| Архангельськ-2 | АСТ-500      | Виробництво тепла 500 МВт | Виробництво тепла 500 МВт | План будівництва скасовано в 1990 році | План будівництва скасовано в 1990 році | План будівництва скасовано в 1990 році |          |

#### Проєкт з реакторами ВВЕР-640 1990-х років (виробництво тепла та електроенергії)
| Реактор        | Тип реактора | Продуктивність | Продуктивність | Початок будівництва        | Підключення до мережі      | Введення в експлуатацію    | Закриття |
| Реактор        | Тип реактора | Нетто          | Брутто         | Початок будівництва        | Підключення до мережі      | Введення в експлуатацію    | Закриття |
| -------------- | ------------ | -------------- | -------------- | -------------------------- | -------------------------- | -------------------------- | -------- |
| Архангельськ-1 | ВВЕР-640     | -              | 640 МВт        | План будівництва скасовано | План будівництва скасовано | План будівництва скасовано |          |
| Архангельськ-2 | ВВЕР-640     | -              | 640 МВт        | План будівництва скасовано | План будівництва скасовано | План будівництва скасовано |          |
| Архангельськ-3 | ВВЕР-640     | -              | 640 МВт        | План будівництва скасовано | План будівництва скасовано | План будівництва скасовано |          |
| Архангельськ-4 | ВВЕР-640     | -              | 640 МВт        | План будівництва скасовано | План будівництва скасовано | План будівництва скасовано |          |